# Pro Cantione Antiqua
Pro Cantione Antiqua  es un grupo británico fundado en la década de 1960 en Londres especializado en la música medieval y renacentista. Inicialmente estuvo formado por Mark Brown (director y productor), James Griffett (tenor) y Paul Esswood (contratenor). 
Desde los primeros tiempos estuvieron en estrecho contacto con el director y musicólogo Bruno Turner. Probablemente fue el grupo británico más importante cantando a capela en el campo de la música antigua hasta la aparición de The Tallis Scholars. Aunque en principio está integrado solo por voces masculinas, en ocasiones han utilizado también voces femeninas cuando el repertorio lo requería.

## Discografía
La discografía del Pro Cantione Antiqua puede resultar un tanto compleja, puesto que sus discos se han reeditado varias veces, tanto en vinilo como en CD, y en compañías discográficas diferentes de las que los editaron originalmente. Además las reediciones algunas veces son parciales o están acopladas con otros discos. 
En la siguiente lista, las grabaciones se han ordenado por la fecha de la primera edición, pero se han puesto las reediciones más modernas que se pueden encontrar actualmente en el mercado en CD. Algunos discos se encuentran descatalogados de forma individual, pero se pueden encontrar en cajas de CD, agrupados con otros discos, por lo cual se ha incluido al final una sección de "recopilaciones". En los casos en los que no exista edición en CD, se informa de la correspondiente edición en vinilo
- ???? - The Edwardian Gentleman’s Songbook. Regis RRC1083
- ???? - A Victorian Gentleman's Songbook. Regis RRC1023
- ???? - Purcell In the Ale House. English Part Songs & Lute Songs. Teldec, Apex
- 1972 - Thomas Tallis: The lamentations of Jeremiah / William Byrd: Mass for three voices. Archiv: 437 077-2
- 1973 - Purcell in the Court and Tavern. Ars Musici 1141
- 1973 - Josquin Des Prez - Motets. Deutsche Harmonia mundi (BMG) 82876 69993-2.
- 1973 - Johannes Ockeghem: Missa "Ecce Ancilla Domini". Deutsche Harmonia Mundi (Sony) 82876 6999 1 2.
- 1973 - Cakes and Ale - Catches and Partsong. Harmonia Mundi 1C065-99611 (LP)
- 1973 - Ockeghem: Missa pro defunctis / Josquin Desprez - Déploration sur la mort d'Ockeghem. . Edición en CD en la recopilación The flowering of Renaissance choral music.
- 1974 - Biber: Missa Salisburgensis. Deutsche Harmonia Mundi 82876 70810.
- 1974 - Dunstable und seine Zeit: Dunstable - Power - Cooke - Damett. Deutsche Harmonia mundi (BMG) GD 77 225.
- 1974 - Dufay, Dunstable: Motets. . Edición en CD en la recopilación The flowering of Renaissance choral music.
- 1974 - Lassus: Requiem, Motets. Deutsche Harmonia Mundi 60153.
- 1975 - Lassus: Missa Puisque j'ay perdu, Musica Dei Donum, Lauda Sion salvatorum. Deutsche Harmonia Mundi 77083
- 1975 - Christmas Carols & Hymns of the XVth Century - Weihnachtsgesänge des XV. Jahrunderts. Deutsche Harmonia mundi (BMG) "Editio Classica" 05472 77 466 2.
- 1975 - Cristóbal de Morales: Magnificat - Motets. . Edición en CD en la recopilación The flowering of Renaissance choral music.
- 1975 - Palestrina: Missa Aeterna Christi munera. . Edición en CD en la recopilación The flowering of Renaissance choral music.
- 1975 - Lasso: Busspsalmen. Motetten. . Edición en CD en la recopilación The flowering of Renaissance choral music.
- 1975 - Love, lust and piety. Music of the English court from King Henry V to VIII. Pro Cantione Antiqua junto con Early Music Consort of London. . Edición en CD en la recopilación Adieu Madame. Musik an englichen Hof.
- 1976 - Motets / Motetten: Gombert - Willaert - Clemens non Papa - Cipriano de Rore - Jacobus Handl - Philippe de Monte. . Edición en CD en la recopilación The flowering of Renaissance choral music.
- 1976 - Gombert - Josquin - Vinders. . Edición en CD en la recopilación The flowering of Renaissance choral music.
- 1977 - The Triumphs of Oriana: Madrigals. Archiv Collectio Argentea 437 076.
- 1978 - Antoine Busnois: Missa "L'Homme armé" & Gilles Binchois: Motetten - Motets. . Edición en CD en la recopilación The flowering of Renaissance choral music.
- 1978 - Jacob Obrecht - Pierre de la Rue. Motetten - Motets. . Edición en CD en la recopilación The flowering of Renaissance choral music.
- 1978 - Isaac - Brumel - Mouton - Compère. Motetten - Motets. . Edición en CD en la recopilación The flowering of Renaissance choral music.
- 1978 - El Siglo de Oro. Spanish Sacred Music of the Renaissance. Teldec (Das Alte Werk) 46003 (2 CD).
- 1978 - Victoria: Tenebrae Responsories. Deutsche Harmonia Mundi 77056.
- 1978 - The Oxford Anthology of Music - Medieval Music - Ars Antiqua Polyphony. Oxford University Press OUP 164 (LP).
- 1978 - The Oxford Anthology of Music - Medieval Music - Sacred Monophony, The Play of Herod. Oxford University Press OUP 161 (LP).
- 1979 - Adieu Madame. Songs for the Tudor Kings. . Edición en CD en la recopilación Adieu Madame Musik an englichen Hof.
- 1979 - The Play of Daniel. Pro Cantione Antiqua junto con The Landini Consort. Decca "Serenata" 433 731-2.
- 1979 - Missa Tournai - Missa Barcelona. Deutsche Harmonia mundi (BMG) GD 77195.
- 1979 - Schutz: Sacred Music. Regis Records REGS 1168 (Schutz: 11 Motets)
- 1978 - Ars Britannica. Old Hall Manuscript, Madrigals, Lute Songs. Teldec (Das Alte Werk) 46004 (2 CD).
- 1981 - Lassus: Music for Holy Week and Easter Sunday. Requiem in four parts. Hyperion 66321/2 (2 CD).
- 1981 - Voces Angelicae. Portuguese Renaissance Church Music. Teldec (Das Alte Werk) 93690 (3 CD)
- 1983 - The Passion according to St. Luke. Anonymous, 15th-century England. Musical Heritage Society MHS 4696M (LP).
- 1985 - A Gentill Jhesu. Music from the Fayrfax Ms. and Henry VIII's Book. . Edición en CD en la recopilación Tears & Lamentations.
- 1986 - A Medieval Christmas. Innovative Music Productions-PCD 844.
- 1988 - Palestrina: Missa Papae Marcelli. Stabat Mater. Edición en CD en la recopilación Palestrina: Masses / Messen.
- 1988 - Palestrina: Lamentations of Jeremiah the Prophet. Edición en CD en la recopilación Palestrina: Masses / Messen.
- 1990 - Palestrina: Missa L'Homme Armé (5vv) - Missa Assumpta est Maria. Edición en CD en la recopilación Palestrina: Masses / Messen.
- 1990 - Gregorian: Advent And Christmas. Cala Records CACD88007. También editado en "Brillian 99092" con el título: Musica Gregoriana: Noel.
- 1990 - Gregorian: Lent and Easter. Cala Records CACD88022
- 1991 - Peñalosa: Complete Motets. Hyperion 66574.
- 1991 - Palestrina: Missa Brevis. Missa Laude Sion. Motets. Edición en CD en la recopilación Palestrina: Masses / Messen.
- 1992 - Palestrina: Aeterna Christi Munera. Missa L'Homme Armé (4vv). Edición en CD en la recopilación Palestrina: Masses / Messen.
- 1994 - Music of the Portuguese Renaissance: Motets by Morago and Melgás. Hyperion UK 66715
- 1994 - Byrd: Mass for four voices. 4 Motets. Taverner: Sacred Music. ASV Quicksilva 6132.
- 1994 - Palestrina: Canticum Canticorum Salomonis. The Song of Songs. Hyperion 66733
- 1995 - Pietro Allori: Sacred Polyphonic Works. Antes Concerto BM-CD 951036.
- 1996 - Rossi: The Songs of Solomon. Carlton Classics 6600452.

Recopilaciones:
- 1990 - Adieu Madame Musik an englichen Hof (Music at the English Court (ca. 1415-1530)). Deutsche Harmonia Mundi GD 77 178. . Contiene las siguientes grabaciones:  
  - 1975 - Love, lust and piety
  - 1979 - Adieu Madame
- 1995 - The flowering of Renaissance choral music. Archiv 445 667-2 (7 CD). . Contiene las siguientes grabaciones: 
  - 1973 - Ockeghem: Missa pro defunctis / Josquin Desprez - Déploration sur la mort d'Ockeghem
  - 1974 - Dufay, Dunstable: Motets
  - 1975 - Cristóbal de Morales: Magnificat - Motets
  - 1975 - Palestrina: Missa Aeterna Christi munera
  - 1975 - Lasso: Busspsalmen. Motetten
  - 1976 - Motets / Motetten: Gombert - Willaert - Clemens non Papa - Cipriano de Rore - Jacobus Handl - Philippe de Monte
  - 1976 - Gombert - Josquin - Vinders
  - 1978 - Antoine Busnois: Missa "L'Homme armé" & Gilles Binchois: Motetten - Motets
  - 1978 - Jacob Obrecht - Pierre de la Rue. Motetten - Motets
  - 1978 - Isaac - Brumel - Mouton - Compère. Motetten - Motets
- 1995/2006 - Tears & Lamentations. AS&V "Quicksilva". CDQS 6151, Regis RRC 1259. . Contiene las siguientes grabaciones: 
  - 1985 - A Gentill Jhesu
  - Dos obras de Robert Whyte nuevas.
- 2001 - Palestrina: Masses / Messen. Brilliant 99711 (5 CD). Contiene las siguientes grabaciones: 
  - 1988 - Palestrina: Missa Papae Marcelli. Stabat Mater.
  - 1988 - Palestrina: Lamentations of Jeremiah the Prophet.
  - 1990 - Palestrina: Missa L'Homme Armé (5vv) - Missa Assumpta est Maria
  - 1991 - Palestrina: Missa Brevis. Missa Laude Sion. Motets.
  - 1992 - Palestrina: Aeterna Christi Munera. Missa L'Homme Armé (4vv).